# Presidencia alemana del Consejo de la Unión Europea (2007)
La Presidencia alemana del Consejo de la Unión Europea en el primer semestre de 2007, estuvo enmarcada dentro del sistema de administración rotativa de dicha institución. Fue la decimosegunda ocasión que Alemania asumió la presidencia desde que se iniciara este proceso en 1958. La vez anterior fue durante el primer semestre de 1999 bajo la presidencia de Joschka Fischer en el gobierno de Gerhard Schröder. Durante el segundo semestre de 2020, se desarrolló una nueva presidencia alemana del Consejo.
Como es habitual aunque el jefe de gobierno de Alemania es Angela Merkel, fue Frank-Walter Steinmeier el Ministro Federal de Relaciones Exteriores quien ofició como presidente del Consejo de la Unión Europea.
Por otra parte, el quincuagésimo aniversario de los Tratados de Roma que instituyeron la Comunidad Económica Europea (CEE) y de la Comunidad Europea de la Energía Atómica (Euratom), se celebró en 2007. Por tal motivo el 25 de marzo se llevó a cabo una cumbre, donde los líderes de los Estados miembro firmaron la Declaración de Berlín que recoge los "valores y ambiciones" de la Unión.

## Realizaciones

### Reforma institucional
Estaba previsto que el Tratado por el que se establece una Constitución para Europa entrase en vigor el 11 de noviembre de 2006, después de que fuera ratificado por los Estados miembros, pero ante la victoria del "no" en Francia y Países Bajos, la Cumbre del Consejo Europeo del 15 y 16 de junio de 2006 tomó nuevas resoluciones.
Se estableció que durante la presidencia a cargo de Alemania se elaborará una propuesta que fue aprobada el 23 de junio de ese año bajo el nombre de Tratado de reforma (conocido posteriormente como Tratado de Lisboa). Para su elaboración, Alemania asumió el papel de 'mediador' entre los distintos Estados miembros de la Unión, para impulsar la reforma institucional, manteniendo los elementos políticos sustanciales del proyecto constitucional.
El consejo alcanzó un acuerdo respecto al puesto, papel y poderes del futuro representante de la Política exterior de la UE. Así, se estableció que el jefe de Política Exterior —y también vicepresidente de la Comisión Europea— se llamaría Alto representante de la Unión para Asuntos Exteriores y Política de Seguridad (AR). Se estableció que el nuevo cargo combinaría los puestos ostentados por el representante de Política Exterior y el comisario de Relaciones exteriores, que controlaba el presupuesto de ayuda de la Comisión y al personal de esta área. Además presidiría el Consejo de ministros de Asuntos exteriores.

### Política energética y protección del medio ambiente

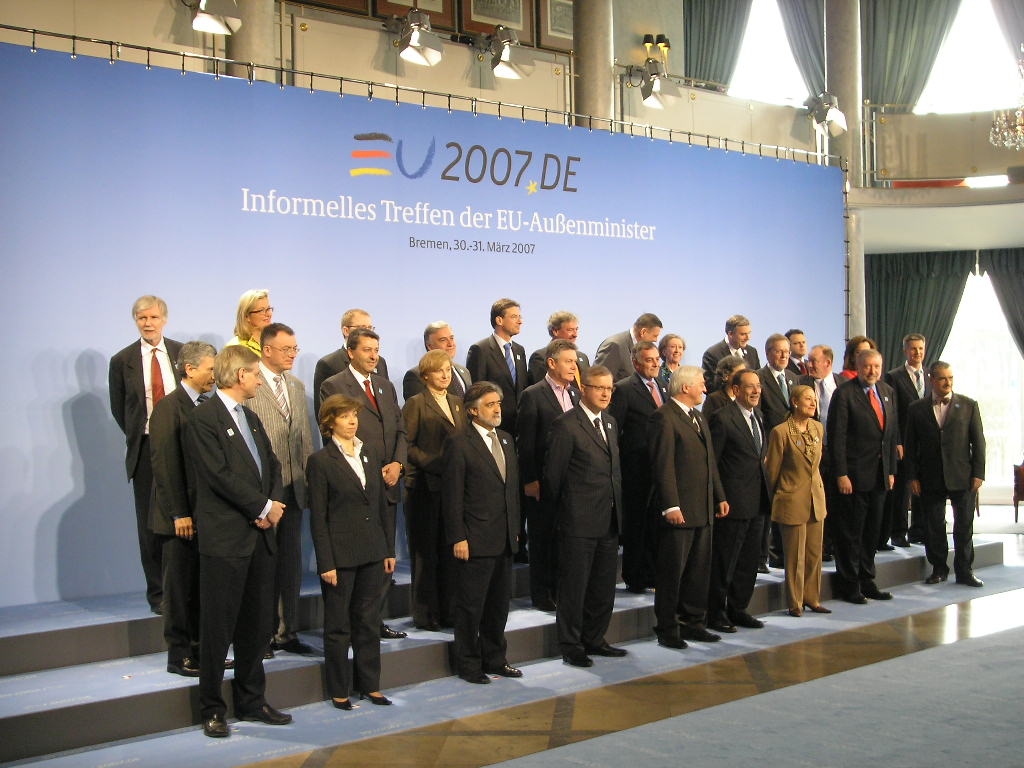
Reunión de los ministros de Exteriores de la UE en Bremen.

La seguridad en un 'abastecimiento energético, ecológico y seguro para Europa' fue otra de las prioridades. La red transeouropea de energía se encuentra ligada de manera preponderante al suministro de gas natural procedente de yacimientos rusos, donde la alemana Ruhrgas era la única firma occidental en poseer una participación en Gazprom, el gigante ruso de este hidrocarburo.
En los años precedentes Rusia había suministrado aproximadamente el 30 % de gas natural y el 18 % de las importaciones petroleras de la Unión. La disputa entre Rusia algunas antiguas repúblicas soviéticas demostró que Moscú estaba utilizando la cuestión energética como un instrumento político. Tanto Alemania como la UE se percataron, a raíz de estos conflictos, de cuán dependientes eran de las exportaciones de gas ruso.
En 2007, los Estados miembros de la Unión Europea en su conjunto, formaban la principal potencia mundial en lo que al desarrollo y aplicación de energías renovables se refiere. La estrategia energética de la Unión Europea había impulsado la promoción de las energías renovables en la UE para reducir su dependencia exterior en su abastecimiento energético, además de ser parte de su lucha contra el calentamiento global.
El Consejo Europeo de marzo de 2007 en Bruselas aprobó un plan energético obligatorio que incluyó un recorte del 20 % de sus emisiones de dióxido de carbono antes de 2020 y consumir más energías renovables para que representen el 20% del consumo total de la UE (contra el 7 % en 2006). El acuerdo reconoció indirectamente el papel de la energía nuclear en la reducción de la emisión de gas de efecto invernadero (GEI), correspondiendo a cada Estado miembro decidir si recurrirá o no a esta tecnología. Además, la UE se comprometió a llegar hasta un 30 % en la reducción de GEI en caso de un compromiso internacional que involucrase tanto a otras potencias como a los nuevos países industrializados.